# Magdalena Roze
Magdalena Roze (født 1982) er en prisbelønnet australsk meteorolog og journalist. Roze er uddannet på universitetet i Sydney, hvorfra hun er uddannet i medier og kommunikation. I tillæg hertil har hun taget en uddannelse som meteorolog ved Macquarie University. I 2009 opnåede hun en pris Biophysical Environments Prize for sine akademiske fortjenester. Roze har været ansat ved The Weather Channel som ekspert i vejrforhold.  I oktober 2011 blev hun ansat ved Ten News at Five: Weekend. Her var hun ansat indtil marts 2014. I august 2014, genoptog Roze sin meteorologiske karriere ved Seven Network. 